# Basketball-Südamerikameisterschaft 2006
Die Basketball-Südamerikameisterschaft 2006, die zweiundvierzigste Basketball-Südamerikameisterschaft, fand zwischen dem 12. und 16. Juli 2006 in Caracas, Venezuela statt, das zum dritten Mal die Meisterschaft ausrichtete. Gewinner war die Nationalmannschaft Brasiliens, die zum siebzehnten Mal den Titel erringen konnte.

## Spielort

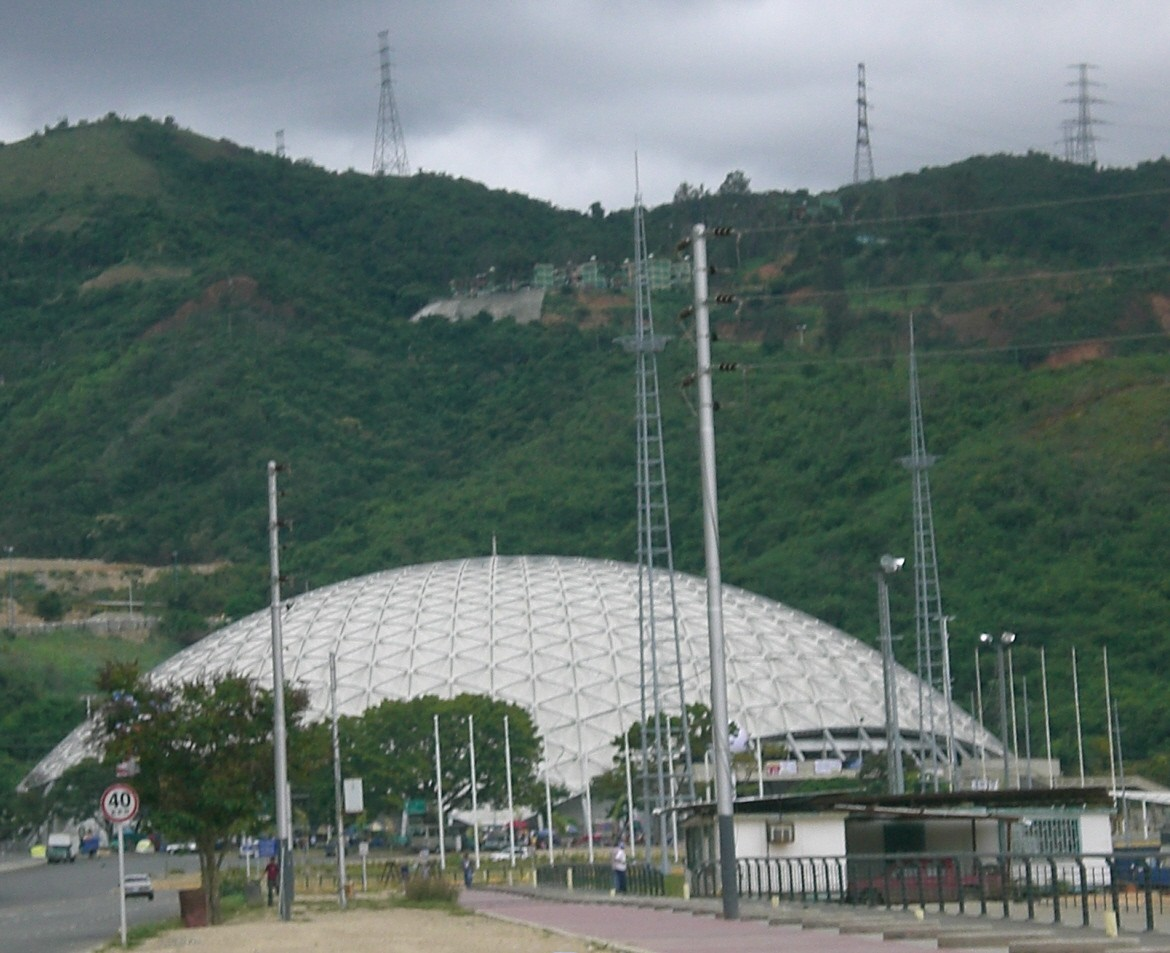
Poliedro de Caracas
Ort: Caracas
Kapazität: 20.000

## Mannschaften
Argentinien
| Position | #  | Name                             |
| -------- | -- | -------------------------------- |
| G        | 4  | Carlos Nicolas Gianella          |
| SG       | 5  | Diego Garcia                     |
| C        | 6  | Pedro Ignacio Calderón Rodriguez |
| F        | 7  | Diego Lo Grippo                  |
| G        | 8  | Antonio Porta                    |
| G        | 9  | Sebastián Ginóbili               |
| F        | 10 | Leonardo Gutiérrez               |
| SF       | 11 | Carlos Sandes                    |
| C        | 12 | Juan Pedro Gutierrez Lanas       |
| G        | 13 | Paolo Quinteros                  |
| F        | 14 | Hernan Jasen                     |
| F        | 15 | Leonardo Andres Mainoldi         |

 Brasilien
| Position | #  | Name                                  |
| -------- | -- | ------------------------------------- |
| SG       | 4  | Arthur Silva                          |
| G        | 5  | André Luiz Brügger de Mello Rodrigues |
| C        | 6  | Murilo Becker Da Rosa                 |
| C        | 7  | Estevam Ferreira                      |
| G        | 8  | Nezinho Dos Santos                    |
| C        | 9  | Paulo Prestes                         |
| G        | 10 | Eduardo Machado                       |
| G        | 11 | Marcelo Huertas                       |
| PF       | 12 | Marcus Vinicius Toledo                |
| C        | 13 | Caio Torres                           |
| C        | 14 | Andre Luiz Quirino Pereira            |
| PF       | 15 | Luis Felipe Gruber                    |

 Chile
| Position | #  | Name                               |
| -------- | -- | ---------------------------------- |
| PG       | 4  | Eduardo Marechal Diaz              |
| PG       | 5  | Rodrigo Andres Espinoza            |
| –        | 6  | Jonathan Steven Mulligan Sepulveda |
| –        | 7  | German Siegmund Gebert             |
| –        | 8  | Christian Diaz                     |
| G        | 9  | Erik Carrasco Follert              |
| G        | 10 | Marcelo Eduardo Hernandez Alvarez  |
| –        | 11 | Pablo Coro Oyarzo                  |
| F        | 12 | Nelson Raúl Mendez Ramírez         |
| PG       | 13 | Leonel Ivan Mendez Santos          |
| –        | 14 | Mauricio Cisternas Canepa          |
| –        | 15 | Emilio Alejandro Paris Reyes       |

 Kolumbien
| Position | #  | Name                             |
| -------- | -- | -------------------------------- |
| G        | 4  | Edgar Alonso Moreno Asprilla     |
| –        | 5  | Yovan Alfredo Berrio Cabello     |
| C        | 6  | Enielsen Enrique Guevara Redondo |
| –        | 7  | Julio Cesar Ordoñez Gonzalez     |
| –        | 8  | Ricardo Andres Sanz Londono      |
| SF       | 9  | Stalin Ortiz Quinonez            |
| –        | 10 | Henry Milton Ordonez Amu         |
| –        | 11 | Hardy Leovy Asprilla Mejia       |
| C        | 12 | Álvaro Teherán                   |
| PF       | 13 | Eleuterio Renteria               |
| –        | 14 | Daniel Fernando Restrepo Trejos  |
| C        | 15 | Jorge Mario Cañedo Martínez      |

 Uruguay
| Position | #  | Name                              |
| -------- | -- | --------------------------------- |
| F        | 4  | Diego Ernesto Castrillon Martinez |
| SF       | 5  | Emilio Taboada                    |
| SF       | 6  | Mauricio Aguiar                   |
| PF       | 7  | Pablo Morales                     |
| PG       | 8  | Joaquin Izuibejeres               |
| F        | 9  | Claudio Charquero                 |
| SG       | 10 | Leandro Garcia Morales            |
| SG       | 11 | Martin Osimani                    |
| PF       | 12 | Sebastian Izaguirre Rodriguez     |
| –        | 13 | Luis Silveira                     |
| F        | 14 | Nicolas Borsellino                |
| C        | 15 | Esteban Batista                   |

 Venezuela
| Position | #  | Name                        |
| -------- | -- | --------------------------- |
| SF       | 4  | Victor Diaz                 |
| F/C      | 5  | Pablo Machado               |
| PG       | 6  | Yumerving Mijares           |
| C        | 7  | Richard Jose Lugo           |
| F/C      | 8  | Tomás Aguilera              |
| G        | 9  | Oscar Torres                |
| SG       | 10 | Rafael Alberto Guevara      |
| C        | 11 | Manuel Alejandro Barrios    |
| F        | 12 | Hector Orlando Romero Rivas |
| G/F      | 13 | Gregory Vallenilla          |
| C        | 14 | Heberth Bayona              |
| G/F      | 15 | Carlos Morris               |

## Ergebnisse

### Vorrunde
In der Vorrunde spielten je drei Mannschaften in einer Gruppe, sodass in zwei Gruppen die Halbfinalteilnehmer ermittelt wurden. Jede Mannschaft spielte gegen jede andere ihrer Gruppe genau einmal (insgesamt fanden drei Spiele pro Gruppe statt). Pro Sieg gab es zwei Punkte, für eine Niederlage immerhin noch einen Punkt. Die Erstplatzierten einer Gruppe spielte gegen die Zweitplatzierten der anderen Gruppe. Die Sieger traten im Finale und die Verlierer im Spiel um Platz drei gegeneinander an. Die beiden Gruppenletzten spielten um Platz fünf.
Gruppe A
| Platzierung | Mannschaft | Punkte | G | V | Körbe   | Diff |
| ----------- | ---------- | ------ | - | - | ------- | ---- |
| 1           | Venezuela  | 4      | 2 | 0 | 170:127 | +43  |
| 2           | Brasilien  | 3      | 1 | 1 | 167:140 | +27  |
| 3           | Chile      | 2      | 0 | 2 | 102:172 | −70  |

| 12. Juli 19:30 | Report | Venezuela                                                                              | 87 – 45 | Chile                                                                                 | Poliedro de Caracas Zuschauer: 5.000 |
| 12. Juli 19:30 | Report | Punkte pro Viertel: 18 : 12, 23 : 8, 29 : 14, 17 : 11                                  |         |                                                                                       | Poliedro de Caracas Zuschauer: 5.000 |
| 12. Juli 19:30 | Report | Punkte: Hector Romero Rivas 19 Rebounds: Tomás Aguilera 9 Assists: Yumerving Mijares 3 |         | Punkte: Pablo Coro Oyarzo 11 Rebounds: Rodrigo Espinoza 4 Assists: Rodrigo Espinoza 2 | Poliedro de Caracas Zuschauer: 5.000 |
| 12. Juli 19:30 | Report |                                                                                        |         |                                                                                       | Poliedro de Caracas Zuschauer: 5.000 |

| 13. Juli 19:30 | Report | Chile                                                                                    | 57 – 85 | Brasilien | Poliedro de Caracas |
| 13. Juli 19:30 | Report | Punkte pro Viertel: 11 : 25, 9 : 26, 20 : 18, 17 : 16                                    |         | | Poliedro de Caracas |
| 13. Juli 19:30 | Report | Punkte: Emilio Paris Reyes 12 Rebounds: Pablo Coro Oyarzo 4 Assists: Pablo Coro Oyarzo 2 |         | Punkte: Marcelo Huertas 15 Rebounds: Estevam Ferreira, Andre Quirino Pereira, Caio Silveira Torres 5 Assists: Eduardo Machado 6 | Poliedro de Caracas |
| 13. Juli 19:30 | Report |                                                                                          |         | | Poliedro de Caracas |

| 14. Juli 19:30 | Report | Venezuela                                                                       | 83 – 82 | Brasilien                                                                                                   | Poliedro de Caracas Zuschauer: 8.000 |
| 14. Juli 19:30 | Report | Punkte pro Viertel: 17 : 30, 22 : 7, 21 : 24, 23 : 21                           |         | | Poliedro de Caracas Zuschauer: 8.000 |
| 14. Juli 19:30 | Report | Punkte: Hector Romero Rivas 23 Rebounds: Richard Lugo 8 Assists: Richard Lugo 5 |         | Punkte: Marcelo Huertas 22 Rebounds: Murilo Becker Da Rosa 9 Assists: Nezinho Dos Santos, Marcelo Huertas 6 | Poliedro de Caracas Zuschauer: 8.000 |
| 14. Juli 19:30 | Report |                                                                                 |         | | Poliedro de Caracas Zuschauer: 8.000 |

Gruppe B
| Platzierung | Mannschaft  | Punkte | G | V | Körbe   | Diff |
| ----------- | ----------- | ------ | - | - | ------- | ---- |
| 1           | Argentinien | 4      | 2 | 0 | 192:148 | +44  |
| 2           | Uruguay     | 3      | 1 | 1 | 152:153 | −1   |
| 3           | Kolumbien   | 2      | 0 | 2 | 133:176 | −43  |

| 12. Juli 16:30 | Report | Argentinien                                                                             | 103 – 69 | Kolumbien                                                                                    | Poliedro de Caracas |
| 12. Juli 16:30 | Report | Punkte pro Viertel: 31 : 19, 26 : 20, 20 : 18, 26 : 12                                  |          |                                                                                              | Poliedro de Caracas |
| 12. Juli 16:30 | Report | Punkte: Paolo Quinteros 21 Rebounds: Leonardo Gutierrez 5 Assists: Sebastian Ginóbili 5 |          | Punkte: Stalin Ortiz Quinonez 30 Rebounds: Álvaro Teherán 8 Assists: Edgar Moreno Asprilla 5 | Poliedro de Caracas |
| 12. Juli 16:30 | Report |                                                                                         |          |                                                                                              | Poliedro de Caracas |

| 13. Juli 16:30 | Report | Kolumbien                                                                                    | 64 – 73 | Uruguay                                                                           | Poliedro de Caracas |
| 13. Juli 16:30 | Report | Punkte pro Viertel: 14 : 19, 22 : 18, 15 : 17, 13 : 19                                       |         |                                                                                   | Poliedro de Caracas |
| 13. Juli 16:30 | Report | Punkte: Stalin Ortiz Quinonez 20 Rebounds: Álvaro Teherán 6 Assists: Edgar Moreno Asprilla 3 |         | Punkte: Esteban Batista 29 Rebounds: Esteban Batista 15 Assists: Martin Osimani 4 | Poliedro de Caracas |
| 13. Juli 16:30 | Report |                                                                                              |         |                                                                                   | Poliedro de Caracas |

| 14. Juli 16:30 | Report | Argentinien                                                                 | 89 – 79 | Uruguay | Poliedro de Caracas |
| 14. Juli 16:30 | Report | Punkte pro Viertel: 19 : 18, 24 : 21, 19 : 11, 27 : 29                      |         | | Poliedro de Caracas |
| 14. Juli 16:30 | Report | Punkte: Hernan Jasen 16 Rebounds: Hernan Jasen 8 Assists: Carlos Gianella 4 |         | Punkte: Esteban Batista 23 Rebounds: Esteban Batista 8 Assists: Esteban Batista, Joaquin Izuibejeres, Diego Castrillon Martinez, Leandro Garcia Morales, Sebastian Izaguirre Rodriguez 1 | Poliedro de Caracas |
| 14. Juli 16:30 | Report |                                                                             |         | | Poliedro de Caracas |

### Spiel um Platz fünf
| 15. Juli 15:00 | Report | Chile                                                                                           | 83 – 87 | Kolumbien                                                                                              | Poliedro de Caracas |
| 15. Juli 15:00 | Report | Punkte pro Viertel: 21 : 21, 23 : 21, 14 : 22, 25 : 23                                          |         | | Poliedro de Caracas |
| 15. Juli 15:00 | Report | Punkte: Rodrigo Espinoza 22 Rebounds: Pablo Coro Oyarzo 12 Assists: Marcelo Hernandez Alvarez 8 |         | Punkte: Stalin Ortiz Quinonez 30 Rebounds: Enielsen Guevara Redondo 9 Assists: Edgar Moreno Asprilla 7 | Poliedro de Caracas |
| 15. Juli 15:00 | Report |                                                                                                 |         | | Poliedro de Caracas |

### Halbfinale
|  | Halbfinale          | Halbfinale |             |    | Finale | Finale |
|  |                     |            |             |    |        |        |
|  | Argentinien         | 72         |             |    |        |        |
|  | Brasilien           | 74         |             |    |        |        |
|  |                     |            |             |    |        |        |
|  |                     |            |             |    |        |        |
|  | Brasilien           | 92         |             |    |        |        |
|  |                     | Uruguay    | 61          |    |        |        |
|  |                     |            |             |    |        |        |
|  | Spiel um Platz drei |            |             |    |        |        |
|  |                     |            | Argentinien | 95 |        |        |
|  | Venezuela           | 79         | Venezuela   | 78 |        |        |
|  | Uruguay             | 85         |             |    |        |        |

| 15. Juli 17:15 | Report | Argentinien                                                                                   | 72 – 74 | Brasilien                                                                                        | Poliedro de Caracas |
| 15. Juli 17:15 | Report | Punkte pro Viertel: 17 : 24, 22 : 19, 14 : 10, 19 : 21                                        |         |                                                                                                  | Poliedro de Caracas |
| 15. Juli 17:15 | Report | Punkte: Diego Lo Grippo 26 Rebounds: Diego Lo Grippo 8 Assists: Hernan Jasen, Antonio Porta 3 |         | Punkte: Murilo Becker Da Rosa 14 Rebounds: Andre Quirino Pereira 5 Assists: Nezinho Dos Santos 5 | Poliedro de Caracas |
| 15. Juli 17:15 | Report |                                                                                               |         |                                                                                                  | Poliedro de Caracas |

| 15. Juli 19:30 | Report | Venezuela                                                                        | 79 – 85 | Uruguay                                                                                                  | Poliedro de Caracas Zuschauer: 8.000 |
| 15. Juli 19:30 | Report | Punkte pro Viertel: 17 : 15, 27 : 27, 14 : 20, 21 : 23                           |         | | Poliedro de Caracas Zuschauer: 8.000 |
| 15. Juli 19:30 | Report | Punkte: Victor Diaz 21 Rebounds: Tomás Aguilera 6 Assists: Hector Romero Rivas 2 |         | Punkte: Martin Osimani 20 Rebounds: Esteban Batista 12 Assists: Leandro Garcia Morales, Martin Osimani 3 | Poliedro de Caracas Zuschauer: 8.000 |
| 15. Juli 19:30 | Report |                                                                                  |         | | Poliedro de Caracas Zuschauer: 8.000 |

### Spiel um Platz drei
| 16. Juli 17:15 | Report | Argentinien                                                                                              | 95 – 78 | Venezuela                                                                        | Poliedro de Caracas Zuschauer: 5.000 |
| 16. Juli 17:15 | Report | Punkte pro Viertel: 26 : 17, 18 : 15, 17 : 24, 34 : 22                                                   |         |                                                                                  | Poliedro de Caracas Zuschauer: 5.000 |
| 16. Juli 17:15 | Report | Punkte: Paolo Quinteros 24 Rebounds: Leonardo Gutierrez 5 Assists: Sebastian Ginóbili, Paolo Quinteros 1 |         | Punkte: Hector Orlando Rivas 21 Rebounds: Richard Lugo 8 Assists: Richard Lugo 4 | Poliedro de Caracas Zuschauer: 5.000 |
| 16. Juli 17:15 | Report | |         |                                                                                  | Poliedro de Caracas Zuschauer: 5.000 |

### Finale
| 16. Juli 19:30 | Report | Brasilien                                                                                  | 92 – 61 | Uruguay                                                                                 | Poliedro de Caracas Zuschauer: 2.000 |
| 16. Juli 19:30 | Report | Punkte pro Viertel: 23 : 14, 25 : 18, 19 : 19, 25 : 10                                     |         |                                                                                         | Poliedro de Caracas Zuschauer: 2.000 |
| 16. Juli 19:30 | Report | Punkte: Marcelo Huertas 19 Rebounds: Murilo Becker Da Rosa 7 Assists: Nezinho Dos Santos 6 |         | Punkte: Leandro Garcia Morales 19 Rebounds: Esteban Batista 8 Assists: Martin Osimani 2 | Poliedro de Caracas Zuschauer: 2.000 |
| 16. Juli 19:30 | Report |                                                                                            |         |                                                                                         | Poliedro de Caracas Zuschauer: 2.000 |

| Brasilien                |
| Meister Brasilien        |
| Siebzehnte Meisterschaft |

## Individuelle Statistiken

### Punkte
| Gesamt | Gesamt                      | Gesamt | pro Spiel | pro Spiel                   | pro Spiel    |
| Platz  | Name                        | Anzahl | Platz     | Name                        | Durchschnitt |
| ------ | --------------------------- | ------ | --------- | --------------------------- | ------------ |
| 1      | Esteban Batista             | 85     | 1         | Stalin Ortiz Quinonez       | 26,7         |
| 2      | Stalin Ortiz Quinonez       | 80     | 2         | Esteban Batista             | 21,3         |
| 3      | Hector Orlando Romero Rivas | 75     | 3         | Hector Orlando Romero Rivas | 18,8         |
| 4      | Paolo Quinteros             | 73     | 4         | Paolo Quinteros             | 18,3         |
| 5      | Marcelo Huertas             | 67     | 5         | Marcelo Huertas             | 16,8         |

### Rebounds
| Gesamt | Gesamt                | Gesamt | pro Spiel | pro Spiel             | pro Spiel    |
| Platz  | Name                  | Anzahl | Platz     | Name                  | Durchschnitt |
| ------ | --------------------- | ------ | --------- | --------------------- | ------------ |
| 1      | Esteban Batista       | 43     | 1         | Esteban Batista       | 10,8         |
| 2      | Murilo Becker Da Rosa | 24     | 2         | Murilo Becker Da Rosa | 6,0          |
| 3      | Tomás Aguilera        | 23     |           | Pablo Coro Oyarzo     | 6,0          |
|        | Richard Jose Lugo     | 23     | 4         | Tomás Aguilera        | 5,8          |
| 5      | Hernan Jasen          | 21     |           | Richard Jose Lugo     | 5,8          |

### Assists
| Gesamt | Gesamt                            | Gesamt | pro Spiel | pro Spiel                         | pro Spiel    |
| Platz  | Name                              | Anzahl | Platz     | Name                              | Durchschnitt |
| ------ | --------------------------------- | ------ | --------- | --------------------------------- | ------------ |
| 1      | Nezinho Dos Santos                | 21     | 1         | Nezinho Dos Santos                | 5,3          |
| 2      | Marcelo Huertas                   | 16     | 2         | Edgar Alonso Moreno Asprilla      | 5,0          |
| 3      | Edgar Alonso Moreno Asprilla      | 15     | 3         | Marcelo Huertas                   | 4,0          |
| 4      | Richard Jose Lugo                 | 11     | 4         | Richard Jose Lugo                 | 2,8          |
| 5      | Marcelo Eduardo Hernandez Alvarez | 10     | 5         | Marcelo Eduardo Hernandez Alvarez | 2,7          |

### Steals
| Gesamt | Gesamt                       | Gesamt | pro Spiel | pro Spiel                    | pro Spiel    |
| Platz  | Name                         | Anzahl | Platz     | Name                         | Durchschnitt |
| ------ | ---------------------------- | ------ | --------- | ---------------------------- | ------------ |
| 1      | Leandro Garcia Morales       | 20     | 1         | Leandro Garcia Morales       | 5,0          |
| 2      | Esteban Batista              | 12     | 2         | Edgar Alonso Moreno Asprilla | 3,7          |
| 3      | Edgar Alonso Moreno Asprilla | 11     |           | Emilio Alejandro Paris Reyes | 3,7          |
|        | Emilio Alejandro Paris Reyes | 11     | 4         | Stalin Ortiz Quinonez        | 3,3          |
|        | Nezinho Dos Santos           | 11     | 5         | Esteban Batista              | 3,0          |
|        | Marcelo Huertas              | 11     |           | Erik Carrasco Follert        | 3,0          |
|        | Yumerving Mijares            | 11     |           |                              |              |
|        | Martin Osimani               | 11     |           |                              |              |
|        | Paolo Quinteros              | 11     |           |                              |              |
|        | Luis Silveira                | 11     |           |                              |              |

### Blocks
| Gesamt | Gesamt                     | Gesamt | pro Spiel | pro Spiel                  | pro Spiel    |
| Platz  | Name                       | Anzahl | Platz     | Name                       | Durchschnitt |
| ------ | -------------------------- | ------ | --------- | -------------------------- | ------------ |
| 1      | Richard Jose Lugo          | 4      | 1         | Richard Jose Lugo          | 1,0          |
| 2      | Álvaro Teherán             | 1      | 2         | Álvaro Teherán             | 0,3          |
|        | Esteban Batista            | 1      | 3         | Esteban Batista            | 0,2          |
|        | Leandro Garcia Morales     | 1      |           | Leandro Garcia Morales     | 0,2          |
|        | Juan Pedro Gutierrez Lanas | 1      |           | Juan Pedro Gutierrez Lanas | 0,2          |
|        | Pablo Machado              | 1      |           | Pablo Machado              | 0,2          |

## Abschlussplatzierung
1. Brasilien
2. Uruguay
3. Argentinien
4. Venezuela
5. Kolumbien
6. Chile